# Chiesa di San Michele (Kington St Michael)
La chiesa di San Michele (in inglese St Michael Church), o in modo più completo chiesa di San Michele e di Tutti gli Angeli, è la parrocchiale anglicana che si trova nel villaggio e parrocchia civile di Kington St Michael nella contea del Wiltshire, nel Sud Ovest dell'Inghilterra. Il luogo di culto risale al XII secolo, rientra nella diocesi di Bristol ed è considerato dall'English Heritage un monumento classificato di seconda categoria per il suo particolare interesse storico e architettonico.

## Storia

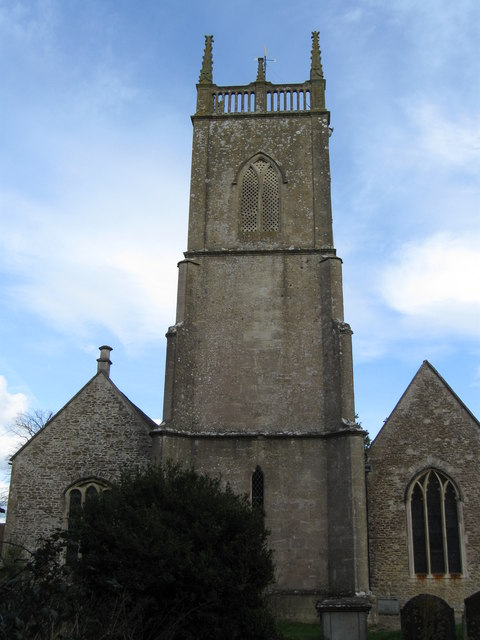
Torre campanaria della chiesa di San Michele

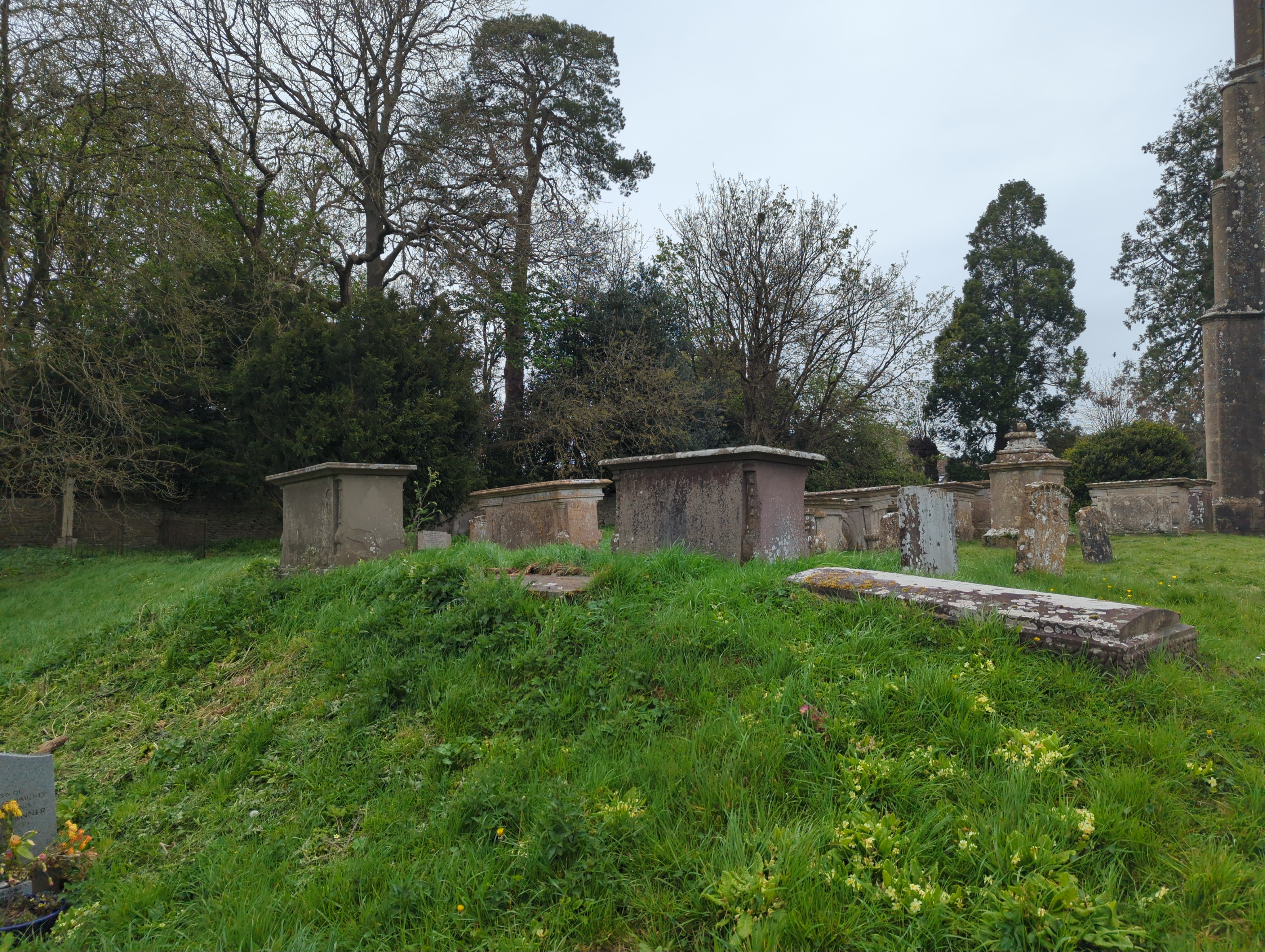
Particolare del cimitero della comunità

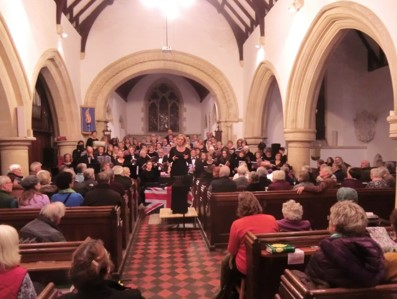
Interno della sala durante una funzione religiosa

La chiesa parrocchiale anglicana di San Michele a Kington St Michael fu costruita nel XII secolo e fu interessata in seguito da numerosi interventi che ne caratterizzano l'aspetto recente, legato agli stili architettonici relativi alle fasi della sua costruzione. Nel 1150 circa fu costruita la prima chiesa normanna e se ne conservano tracce in un arco del presbiterio. Alla fine del XIII secolo furono inseriti gli archi della navata, in stile inglese antico. La torre originariamente aveva una guglia ma già a metà del XVII secolo presentava grandi crepe. La grande tempesta del 1703 che colpì il territorio abbatté sia la torre sia la sua guglia. Nel 1725 la torre fu ricostruita in stile gotico senza la guglia. La chiesa è stata poi oggetto di numerosi lavori di ricostruzione, culminati nella navata nord nel 1755. I registri parrocchiali risalgono al 1563 e, a parte quelli in uso, sono conservati presso il Wiltshire and Swindon History Centre di Chippenham.

## Descrizione
L'English Heritage ha inserito dal 20 dicembre 1960 la chiesa di San Michele di Kington St Michael tra gli edifici storici come monumento classificato di seconda categoria col numero 1283509. La chiesa appartiene alla diocesi di Bristol.

### Esterni
La chiesa parrocchiale di San Michele si trova nell'abitato del villaggio di Kington St Michael nella contea del Wiltshire, nel Sud Ovest dell'Inghilterra. La chiesa è di grandi dimensioni con una torre campanaria imponente che si alza su tre alti piani. La sua pianta ha la torre ovest, la navata e le navate laterali a due falde, il portico a sud, il presbiterio e sagrestia. La torre, che come detto si erge a ovest, è risalente al 1725 ed è in bugnato con contrafforti diagonali a fronte curva e smussati. Le aperture della cella campanaria, contenente sei campane, sono a due luci a Y traforate, tamponate in bugnato traforato. Si conclude con un parapetto traforato con pinnacoli agli angoli e al centro di ciascun lato. La struttura mostra un insieme di stili architettonici legati alle fasi della sua costruzione. Vi sono tracce della chiesa normanna visibili in un arco del presbiterio del 1150 circa. La struttura è in pietra arenaria con tetti in ardesia e frontoni a corona. Il lato sud presenta al piano terra una porta ad arco ribassato con modanatura a calotta e due luci cuspidate. Il timpano est della navata presenta una piccola campana a forma di santuario. La navata sud presenta mensole e angoli in pietra squadrata, finestre apparentemente del XII secolo, ma in realtà della fine del XIII secolo, una trifora a ovest del XIX secolo. Le finestre originali a sud sono a due luci con forma pentalobata, una per lato del portico, e una trifora a est con grande architrave a cinque lobi, probabilmente del XIX secolo. L'ampio portico in pietra ha una facciata in pietra squadrata con un sottile arco neonormanno, risalente alla metà del XIX secolo, intonacato all'interno con una targa del XVIII secolo, con sedili in pietra e stipiti di una porta del XII secolo e due alti fusti con capitelli scolpiti. Porta e architrave risalgono al XV o al XVI secolo. Il presbiterio presenta contrafforti angolari piatti, una monofora a cuspide sul lato sud e una bifora a testa piatta del XV secolo, una grande trifora del XIX secolo sul lato est e una monofora cuspide a nord. La sagrestia del XIX secolo è in angolo rispetto alla navata nord. La navata nord presenta ampie trifore a sesto acuto al centro, arcate su entrambi i lati sotto la volta a crociera in stile Tudor con modanatura a cappuccio, più risalenti al XVII secolo che al 1755. Una finestra per estremità, due sul lato nord e una porta centrale ad arco Tudor a lunetta.

### Interni
La struttura interna si sviluppa su ampie dimensioni, su tre navate con presbiterio. Mostra anche all'interno un insieme di stili architettonici legati alle fasi della sua costruzione. Vi sono tracce della chiesa normanna visibili in un arco del presbiterio del 1150 circa. Gli archi della navata sono in stile inglese antico e il presbiterio risale alla fine del XIII secolo. La navata centrale presenta arcate a tre campate con archi a sesto acuto, colonne circolari con basi circolari speronate e capitelli circolari modanati a nord, colonne circolari con capitelli ottagonali a sud. L'arco della torre è a sesto acuto e risale al XVIII secolo con modanature a perline. La navata sud presenta un tetto del XIX secolo, un'acquasantiera cuspidata e un fonte battesimale circolare. La navata nord presenta un tetto a pilastri e un tetto a puntoni angolari. L'arco del presbiterio è normanno, ampiamente restaurato, molto ampio con motivi a zigzag che si incontrano ad angolo con un motivo a losanga. Il presbiterio ha un tetto del 1874 circa, archi posteriori cuspidati a nord, aperture di cui una a sud con decorazione a dente di cane. Si consserva una pala d'altare porticata. Sono interessanti anche le vetrate. La vetrata est è del 1875 di Cox and Sons, la vetrata sud è del 1857 di Gibbs, la vetrata est della navata sud con vetrate dai colori vivaci è del 1857 ed è opera di John Aubrey e John Britton. La vetrata sud è del 1891 e la vetrata ovest è del 1894. All'interno si trovano diversi monumenti e statue in ottone, come quella di Lady Englefield.